# 1089 (getal)
Het getal 1089 is een natuurlijk getal, volgend op 1088 en voorafgaand aan 1090.

## Wiskundige eigenschap
Het getal is de uitkomst van deze som:
1. Neem een getal A van drie verschillende cijfers, waarbij het eerste en het laatste cijfer minstens 2 eenheden verschillen.
2. Maak een nieuw getal B door de volgorde van de cijfers van A om te draaien.
3. Trek het kleinste getal af van het grootste, de uitkomst is het getal C.
4. Maak een nieuw getal D door de volgorde van de cijfers van C om te draaien.
5. Tel C en D bij elkaar op. De uitkomst is: 1089

### Voorbeeld
541
 145 –
 396
 693 +
1089

### Bewijs
- {u} stelt een cijfer van een getal voor met de waarde u
- de waarde van {u}{v} is dus 10 × u + v

| A       | = | {a}            | {b}    | {c}            | stap 1                                                                                                |
| B       | = | {c}            | {b}    | {a}            | B: de omgekeerde volgorde van A (stap 2)                                                              |
| A–B     | = | {a–c}          | {0}    | {c–a}          | stap 3: kleinste getal aftrekken van grootste (neem aan dat a groter is dan c)                        |
| A–B     | = | {a–c}          | {0–1}  | {c+10–a}       | omdat {a} groter is dan {c}, dus {c-a} kleiner dan 0, moet er worden geleend van het middelste cijfer |
| A–B     | = | {(a–1)–c}      | {10–1} | {c+10–a}       | omdat {0-1} kleiner dan 0 is moet er worden geleend van het voorste cijfer                            |
| C = A–B | = | {a–1–c}        | {9}    | {c+10–a}       | A-B is het getal C                                                                                    |
| D       | = | {c+10–a}       | {9}    | {a–1–c}        | D is de omgekeerde volgorde van C (stap 4)                                                            |
| C+D     | = | {a–1–c+c+10–a} | {9+9}  | {c+10–a+a–1–c} | stap 5: optellen van C en D                                                                           |
| C+D     | = | {9}            | {18}   | {9}            | |
| C+D     | = | {9+1}          | {8}    | {9}            | de 1 van 18 schuift door naar links                                                                   |
| C+D     | = | {10}           | {8}    | {9}            | |

### Punten van aandacht
- Een voorwaarde is dat het eerste en laatste cijfer ten minste 2 eenheden verschillen, anders gaat de regel niet op. Zie hieronder.
- Soms is de uitkomst van het verschil 99 (bijvoorbeeld bij 544 of 233). Om tot een "juiste" oplossing te komen moet dit getal worden omgedraaid tot 990, dus inclusief de voorlopende 0. Als men dat niet doorheeft zal de uitkomst dan 198 zijn (= 99 + 99).
- Een getal van drie verschillende cijfers is soms noodzakelijk. Zo geldt dat bij het kiezen van een willekeurig getal, niet een getal gekozen mag worden waarbij het eerste en laatste cijfer gelijk aan elkaar zijn, zoals bij 232 of 474 (palindroomgetallen). Wanneer deze van elkaar afgetrokken worden is de uitkomst 0 en gaat de regel dat er 1089 uitkomt niet op.

## Overig
Daarnaast is een eigenschap van 1089 dat wanneer het vermenigvuldigd wordt met 9 men het getal 1089 achterstevoren krijgt, namelijk 9801.